# Square 1
Albums de Charlie Winston
Curio City
(2015)
Square 1 est le quatrième album studio du chanteur britannique Charlie Winston sorti le 28 septembre 2018. Un extrait, The Weekend, a été dévoilé,,,,,.

## Liste des titres
| No  | Titre              | Durée |
| --- | ------------------ | ----- |
| 1.  | Spiral             | 3:44  |
| 2.  | Here I Am          | 3:38  |
| 3.  | Feeling Stop       | 3:07  |
| 4.  | Photograph         | 2:52  |
| 5.  | The Weekend        | 3:12  |
| 6.  | Rendez-vous        | 3:48  |
| 7.  | Airport            | 4:56  |
| 8.  | Until Tomorrow     | 5:36  |
| 9.  | Losing Touch       | 5:28  |
| 10. | Lost in the Memory | 4:26  |
| 11. | Get up Stronger    | 4:59  |